# Polyrhachis bakeri
Polyrhachis bakeri é uma espécie de formiga do gênero Polyrhachis, pertencente à subfamília Formicinae.